# Sporofyl

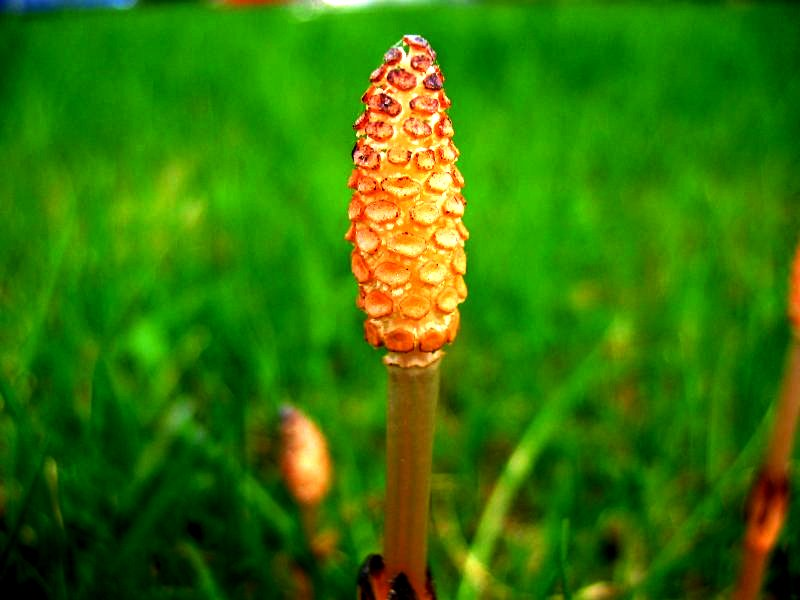
Sporofyly přesliček jsou uspořádány ve strobilu

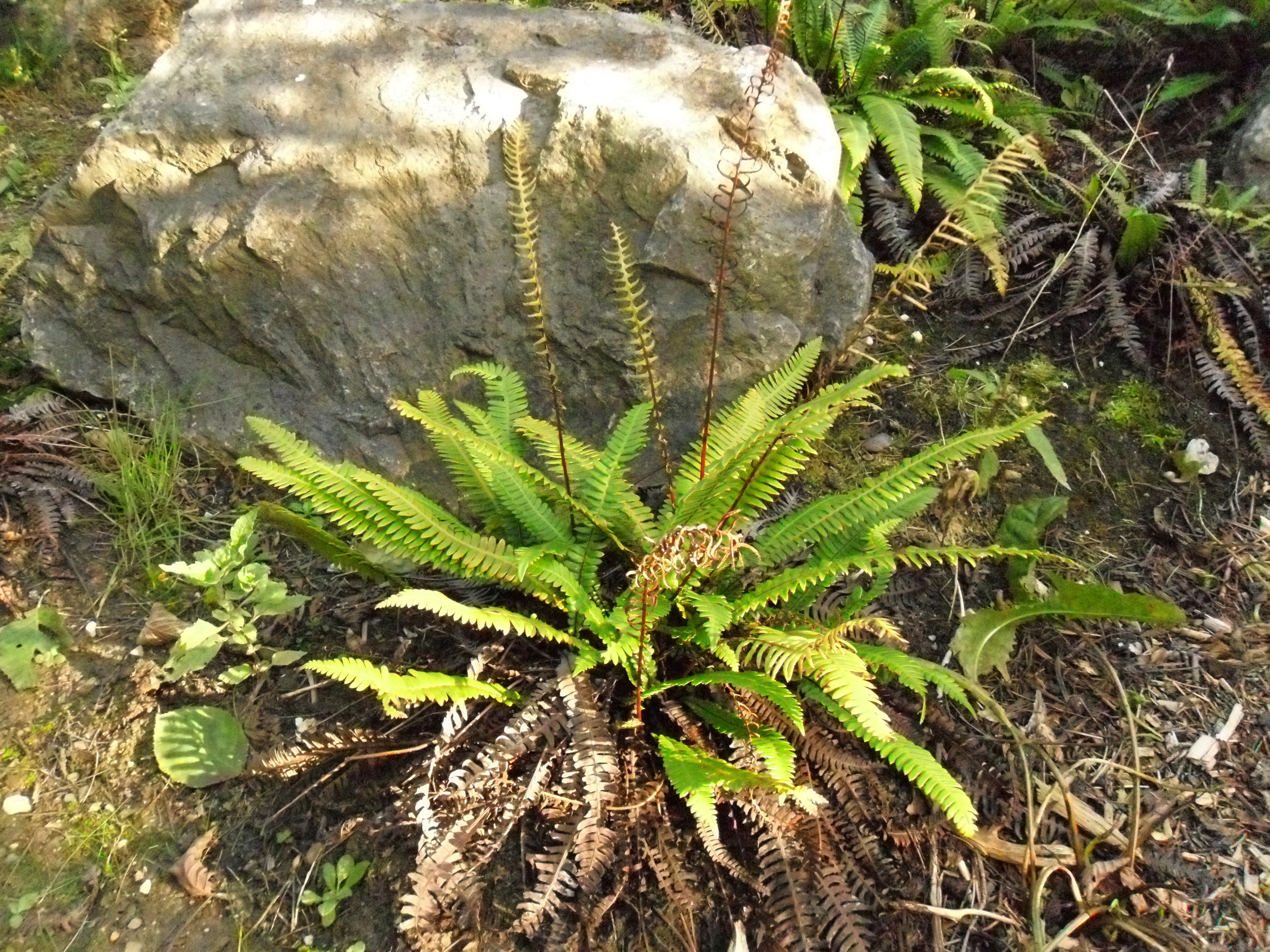
Žebrovice různolistá má trofofyly i sporofyly

Sporofyl je list se specifickou funkcí – nese výtrusnice. Nalezneme jej u plavuní i některých kapradin. Někdy se rozlišují na sporofyly v užším smyslu, které jsou nezelené a jejich funkcí je nést výtrusnice a na trofosporofyly, které nesou výtrusnice, ale zároveň jsou zelené, fotosyntetizují a tím se podílí na výživě rostliny. Opakem sporofylů jsou trofofyly, které jsou zelené, fotosyntetizují a nenesou žádné výtrusnice. U plavuní a přesliček formují sporofyly často výtrusný klas (strobilus).